# La Anunciación (El Greco, Museo del Prado, 1570)
La Anunciación es uno de los temas más repetidos en el corpus pictórico del Greco, de quien se conservan tres versiones realizadas en Italia, cuyo antecedente es uno de los paneles del Tríptico de Módena.

## Temática de la obra
El episodio de la  Anunciación relata la aparición del arcángel Gabriel, con el fin de anunciar a la Virgen María que sería la madre de Jesús por obra del Espíritu Santo. Este episodio está narrado en el evangelio de Lucas (Lc 1:26-39).

## Análisis de la obra

#### Datos técnicos y registrales
- Madrid, Museo del Prado, n º de catálogo: P000827;[3]
- Pintura al temple sobre tabla, según Wethey (óleo sobre tabla, según el museo);
- Dimensiones: 26 x 19 cm, según Wethey (26,7 x 20 cm, según el museo);
- Datación: hacia 1570-1575, según Wethey (hacia 1570-1572, según el museo);
- Catalogado por Harold Wethey con el n º. 38 y por Tiziana Frati con la referencia 15-a.[4]

#### Descripción de la obra
La iconografía de las Anunciaciones del Greco en Italia se basa en la escuela veneciana de pintura, aunque sin reproducir ninguna obra en concreto. Hay antecedentes colocando a Gabriel en una nube, por ejemplo en La Anunciación de Tiziano, de la Scuola Grande di San Rocco, o en La Anunciación de Tintoretto, del Museo Nacional de Arte de Rumanía.También se han sugerido obras como una Anunciación, en Santa María degli Angeli en Murano, la Santa Catalina de Alejandría del Museum of Fine Arts de Boston, o bien grabados de Giulio Bonasone o de Giorgio Ghisi. En el fondo destaca una monumental arquitectura clásica, que recuerda ciertas propuestas de Vitruvio, presentes también en La curación del ciego (El Greco) y en La expulsión de los mercaderes (El Greco).
La presente obra se considera un boceto muy acabado de la versión de La Anunciación (etapa italiana) actualmente en el Museo Nacional de Arte de Cataluña. El estilo, la técnica y el marco arquitectónico son propios de escuela veneciana. La Virgen María está vestida con túnica rosa y manto azul, y Gabriel con ropaje amarillo y forro rojo.
La perspectiva está conseguida a través de la arquitectura y del suelo embaldosado, también inspirados en la escuela veneciana. El juego de miradas entre María y Gabriel refuerza la diagonal empleada para organizar la composición. En la parte superior, el pintor representa un rompimiento de gloria, destacando los ángeles en diferentes escorzos, que otorgan un mayor dinamismo a la escena.

#### Procedencia
- Doña Concepción Parody;
- Comprado a doña C. Parody en 1868, para el Museo de la Trinidad;
- Pasó al Museo del Prado en 1872.[9]